# Smallingerland
Smallingerland község Hollandiában, Frízföld tartományban. Lakosainak száma 56 040 fő (2021. január 1.).

## Földrajza
Smallingerland Tytsjerksteradiel, Marum, Grootegast, Boarnsterhim, Opsterland, Heerenveen és Leeuwarden községekkel határos.

Smallingerland
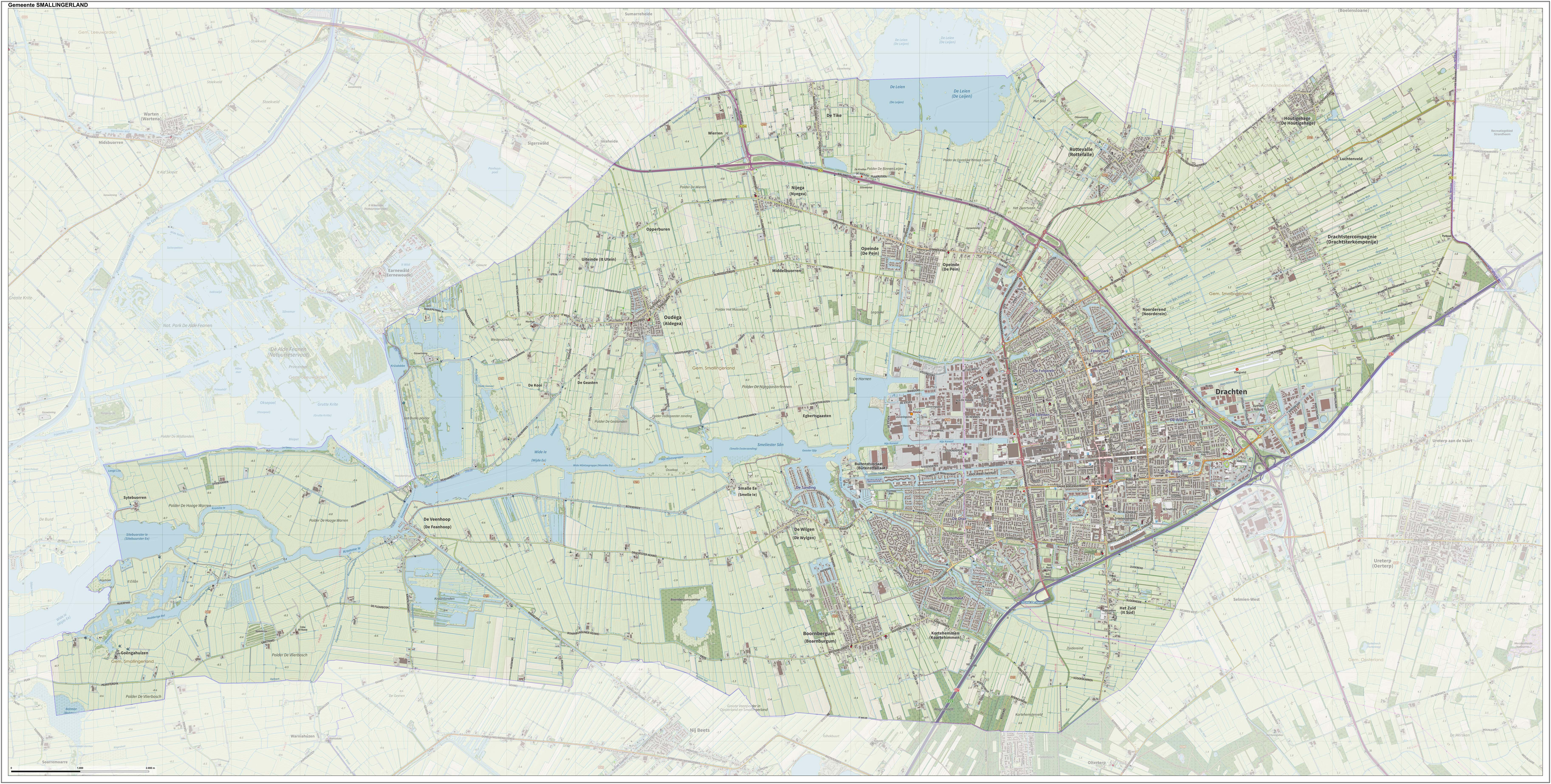
Smallingerland térképe

## Testvértelepülése
- Kiryat Ono, Izrael